# Isao Hashizume
Isao Hashizume (橋爪　功, Isao Hashizume), né le 19 septembre 1941 à Osaka, est un acteur japonais

## Filmographie partielle

### Cinéma
- 1962 : Chronique de mon vagabondage (放浪記, Hōrōki?) de Mikio Naruse
- 1985 : Tampopo (タンポポ, Tanpopo?) de Jūzō Itami
- 1987 : L'Inspectrice des impôts (マルサの女, Marusa no onna?) de Jūzō Itami
- 1989 : Juliet Game (ジュリエット・ゲーム, Jurietto geimu?) de Shōji Kōkami
- 1989 : Zennin no jōken (善人の条件?) de James Miki (ja)
- 1989 : Kitchen (キッチン?) de Yoshimitsu Morita
- 1991 : Oishii kekkon (おいしい結婚?) de Yoshimitsu Morita
- 1993 : Kozure Ōkami: Sono chiisaki te ni (子連れ狼 その小さき手に?) d'Akira Inoue (ja)
- 1994 : Ghost Pub (居酒屋ゆうれい, Izakaya yūrei?) de Takayoshi Watanabe (ja) : Sakumon
- 1996 : O higara mo yoku go shūshō-sama (お日柄もよくご愁傷さま?) de Seiji Izumi (ja)
- 2002 : Mr. Rookie (ミスター・ルーキー, Misutā rūkī?) de Satoshi Isaka (ja)
- 2010 : Space Battleship (SPACE BATTLESHIP ヤマト, Space Battleship Yamato?) de Takashi Yamazaki
- 2011 : I Wish : Nos vœux secrets (奇跡, Kiseki?) de Hirokazu Kore-eda : Shukichi Osako
- 2013 : Tokyo kazoku (東京家族, Tōkyō kazoku?) de Yōji Yamada : Shukichi Hirayama
- 2013 : Kamikaze, le dernier assaut (永遠の0, Eien no zero?) de Takashi Yamazaki : Ken'ichiro Oishi
- 2014 : La Maison au toit rouge (小さいおうち, Chiisai o-uchi?) de Yōji Yamada
- 2015 : Haha to kuraseba (母と暮せば?) de Yōji Yamada
- 2016 : Après la tempête (海よりもまだ深く, Umi yori mo mada fukaku?) de Hirokazu Kore-eda
- 2017 : The Third Murder (三度目の殺人, Sandome no satsujin?) de Hirokazu Kore-eda : Akihisa Shigemori
- 2019 : The Great War of Archimedes (アルキメデスの大戦, Arukimedesu no taisen?) de Takashi Yamazaki : Shigetarō Shimada
- 2019 : C'est dur d'être un homme : Tora-san pour toujours (男はつらいよ お帰り 寅さん, Otoko wa tsurai yo: Okaeri Tora-san?) de Yōji Yamada : Kazuo Oikawa

## Distinctions
Sauf indication contraire, les informations mentionnées dans cette section peuvent être confirmées par la base de données cinématographiques IMDb,  présente dans la section « Liens externes ».

### Récompense
- 2002 : prix du meilleur acteur dans un second rôle pour Mr. Rookie à l'Asia-Pacific Film Festival

### Nominations
- 1990 : prix du meilleur acteur dans un second rôle pour Kitchen, Juliet Game et Zennin no jōken aux Japan Academy Prize[2]
- 1992 : prix du meilleur acteur dans un second rôle pour Oishii kekkon aux Japan Academy Prize[3]
- 1997 : prix du meilleur acteur pour O higara mo yoku go shūshō-sama aux Japan Academy Prize[4]
- 2014 : prix du meilleur acteur pour Tokyo kazoku aux Japan Academy Prize[5]